# Огнєн Мімович
Огнєн Мімович (серб. Огњен Мимовић, нар. 17 серпня 2004, Горні Мілановац, Сербія) — сербський футболіст, фланговий захисник турецького «Фенербахче».
На правах оренди грає в російському «Зеніті».

## Ігрова кар'єра

### Клубна
Займатися футболом Огнєн Мімович почав у своєму рідному місті в місцевому клубі «Металац». У 2021 році футболіст приєднався до молодіжної команди столичної «Црвени Звезди».
В лютому 2023 року Мімович відправився в оренду в столичний ОФК, де провів другу половину сезону. В подальшому в планах футболіста було залишатися в складі ОФК але через трансферні втрати «Црвена Звезда» повернула свого гравця в ході сезону 2023/24.
24 лютого 2024 року Мімович дебютував у складі «Црвени Звезди» в матчі чемпіонату країни. За результатами тог сезону Мімович разом з клубом виграв національний чемпіонат та Кубок Сербії. Наступний сезон футболіст почав як гравець соновного складу команди. Також грав у матчах Ліги чемпіонів.
31 січня 2025 року Мімович перейшов до турецького «Фенербахче», з яким підписав контракт до кінця сезону 2028/29. Та не провівши в Туреччині жодного матчу, 12 лютого захисник відправився в оренду до кінця сезону в російський «Зеніт».

### Збірна
В березні 2024 року Огнєн Мімович дебютував у складі молодіжної збірної Сербії.

## Титули
Црвена Звезда
 Чемпіон Сербії: 2023/24
 Переможець Кубка Сербії: 2023/24